# جوني هاردي
جوني هاردي (بالعبرية: ג'וני הרדי‏) هو لاعب كرة قدم إسرائيلي، ولد في 2 يونيو 1934 في حيفا في إسرائيل، وتوفي بنفس المكان في 6 نوفمبر 2017. لعب مع مكابي حيفا.